# 과테말라의 주

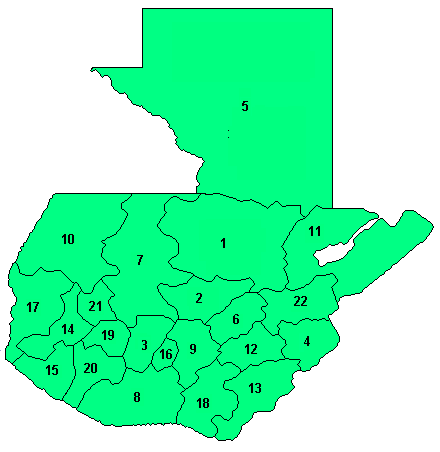
과테말라의 행정 구역

과테말라는 22개 주로 구성되어 있으며 이들 주는 334개 지방 자치체로 나뉜다.
1. 알타베라파스 주 (Alta Verapaz)
2. 바하베라파스 주 (Baja Verapaz)
3. 치말테낭고 주 (Chimaltenango)
4. 치키물라 주 (Chiquimula)
5. 페텐 주 (Petén)
6. 엘프로그레소 주 (El Progreso)
7. 키체 주 (Quiché)
8. 에스쿠인틀라 주 (Escuintla)
9. 과테말라 주 (Guatemala)
10. 우에우에테낭고 주 (Huehuetenango)
11. 이사발 주 (Izabal)
12. 할라파 주 (Jalapa)
13. 후티아파 주 (Jutiapa)
14. 케트살테낭고 주 (Quetzaltenango)
15. 레탈룰레우 주 (Retalhuleu)
16. 사카테페케스 주 (Sacatepéquez)
17. 산마르코스 주 (San Marcos)
18. 산타로사 주 (Santa Rosa)
19. 솔롤라 주 (Sololá)
20. 수치테페케스 주 (Suchitepequez)
21. 토토니카판 주 (Totonicapán)
22. 사카파 주 (Zacapa)